# Рафн, Карл Христиан
Карл Христиан Рафн (1795—1864) — датский археолог.
Основал в Копенгагене общество для изучения северных древностей и редактировал изданные им памятники древней письменности. Его первым трудом была обработка древнесеверных мифических и романтических саг («Nordiske Kampehistorier», Копенгаген, 1821—1826; 2 изд. 1828—30).
Затем идут его издания:
- «Kràkumàl» (Копенгаген, 1826)
- «Fornaldar-Sögur Nordlanda» (там же, 1829—1830; сборник мифическо-исторических и романтических саг),
- «Antiquitates americanae» (Копенгаген, 1837),
- «Grönland historiske Mindesmärker» (там же, 1838—45)),
- «Antiquités russes» (там же, 1850—1858).

Для собрания «Fornmanna Sögur» (1825 сл.) Рафн обработал значительную часть текста, а из датского его перевода приготовил три первые тома и одиннадцатый. Член-корреспондент СПб. АН c 18.12.1840 по отделению исторических, филологических и политических наук.